# Nikołczowci (obwód Wielkie Tyrnowo)
Nikołczowci (bułg. Николчовци) – wieś w Bułgarii, w obwodzie Wielkie Tyrnowo, w gminie Elena. W 2024 roku liczyła 2 mieszkańców.